# 第1話
『第1話』（だいいちわ　英題：EPISODE 1）は、朝日放送テレビが制作し、2019年4月22日から7月8日まで朝日放送テレビで放送されたテレビ番組。
本項では、同局で2020年7月13日から10月5日まで放送されていた続編『第1話 Season 2』についても記載する。

## 概要
チョコレートプラネット、NMB48、ヨーロッパ企画の3組がそれぞれ地方局社員（チョコプラ）、貧乏制作会社（ヨーロッパ企画）、そして女優デビューを果たしたいアイドルグループに扮し、テレビドラマの第1話だけを制作するドラマ制作バラエティ。番組内には各ユニットの名前も登場するが、それぞれフィクション内の設定である。
ドラマパートのみ本放送の1週間前から大阪チャンネルで先行配信。地上波終了後は大阪チャンネル、TVer、GYAO!で番組全編の配信が行われた。
全作品放送後に、視聴者投票企画「見たい『第2話』決定投票！」が行われ、上位2作品は実際に第2話が制作されることになった。その結果、第1位は「ヒーロー少女 可憐Flower」、第2位は「極道なりたガール!」となり、各作品の第2話が2019年10月13日と10月25日に大阪チャンネルで配信された。
放送終了の翌年に、続編であるSeason2が放送開始されることが発表された。2020年4月13日（12日深夜）より放送開始予定であったが、新型コロナウイルスの影響により収録スケジュールに遅延や変更が生じているため、放送開始が延期となった。その後、7月13日（12日深夜）から放送開始されることが発表され、同日から放送が開始された。
2021年4月27日にスピンオフ企画として「第1話アワード」が大阪チャンネルで配信された。新作として「明彩な多世界」「あの村へ」「私があの娘であの娘が私で」の3作の第1話が制作され、番組内で流された。これらの新作が制作されるにあたり、NMB48の7期生を対象とした新たな出演者を決める「第1話 新人女優オーディション」が行われ、その模様が「第1話アワード」配信日前日の4月26日に大阪チャンネルで配信された。

## あらすじ

### シーズン1
地方局にとってドラマの制作は夢のまた夢。そんな地方局のお天気制作部に籍を置くマツオと編成局のオサダはとにかくドラマ作品が作りたくて仕方がない。会議室で顔を合わすたびにアイディアを出し、貧乏制作会社「ヨーロッパ企画」に依頼をしてみる。「ヨーロッパ企画」は過去の名作から絶対にヒットする脚本、演出方法を提案してみるのだが……。

### シーズン2
ドラマの第1話ばかりに制作費を使い込み、オサダはテレビ局を解雇となる。お天気キャスターを辞めたマツオは倉庫で彼を見つけると、純粋に第1話を楽しむサークル「第1話研究所」（第1話研）を立ち上げることを宣言。貧乏制作会社「ヨーロッパ企画」、アイドル「NMB48」と組み、再び第1話を製作する。

## 登場人物

### CPNテレビ会議室
制作されたドラマのプレゼンをかわし、出来上がった第1話の映像作品を鑑賞するメンバー。会議が終わった後のエンディングパートでは水面下で愛憎劇が発展するが、シーズン1最終回ではこれ自体がサスペンスものの第1話だったことが明らかになる。
シーズン2では前述の理由からCPN局員がいなくなっているため#4まではオサダが寝泊まりする倉庫、#5以降はオサダの実家が舞台となる。エンディングパートではゾンビになったオサダの母が第1話研メンバーを襲うホラーテイストの物語が進む。
オサダ
演 - 長田庄平
CPNテレビ編成局長。いつか連続ドラマを作りたいと思い続けている。ドラマに起用するのは実力ある脚本家や著名女優がいいと思っているが、毎回マツオに押し切られ不思議な設定のドラマを見ることになる。採用、不採用の決定権を握る。
『第2話』にも出演。
シーズン2ではドラマを制作しすぎてテレビ局をクビになり、ホームレス。第1話研究所の部長となる。主食は草。
マツオ
演 - 松尾駿
CPNテレビお天気報道部に在籍する社員であり、お天気キャスター。ドラマ企画を日々オサダに提案。キャスティングはのびしろ、フレッシュさを優先してアイドルかお笑い芸人と決めている。実は莉央奈の父。
『第2話』にも出演。
シーズン2ではお天気キャスターを辞めており、ホームレスとなったオサダに第1話研究所発足を持ち掛け副部長に就任。#3でYouTuber転身を報告。
諏訪雅
演 - 諏訪雅
制作会社・ヨーロッパ企画の代表。演出担当である。実際に監督業も多く、「今回は出ないですけど」と前置きながら起用俳優の名前を出す。演出はナチュラル重視。成長を温かく見守る派。
『第2話』にも出演。
シーズン2では第1話研究所に制作会社として協力。
石田剛太
演 - 石田剛太
制作会社スタッフ。ラジオドラマの脚本を多数手がけ引き出しが多い。ただし毎回引き出しの多さが災いする。#11では美瑠と結婚をマツオに報告する。
『第2話』にも出演。シーズン2にも出演。
村瀬紗英
演 - 村瀬紗英
地方大人数アイドルグループ「NMB48」メンバー。ファッションリーダーでリーダー的存在。主演にNMB48のメンバーを入れたがる。実はマツオと恋仲でつながっている。
シーズン2でも第1話研究所に協力しレギュラー。
『第2話』にも出演。シーズン2にも出演。
白間美瑠
演 - 白間美瑠
地方大人数アイドルグループ「NMB48」のメンバーで中心的な存在。女優志望。マツオと交際しており、別れて以降の#5以降では未出演。#9で復帰するもマツオから「アレ?　君誰だっけ?　前もいた?」と冷たく扱われる。#11で石田と結婚。
大田莉央奈
演 - 大田莉央奈
「NMB48」のメンバー。『バブルにイン!』で主演を務めたアイドル。#5で初めてCPNテレビを訪れ#7まで出演。オサダからは棒読みのセリフから「ははが」と呼ばれる。以降、白間に代わってスタジオを訪れている。周囲には秘密にしているがマツオの娘。
『第2話』にも出演。
角田貴志
演 - 角田貴志
制作会社・ヨーロッパ企画所属のイラストレーター。#3で登場。プロテインに詳しいことからグルメドラマの企画を任された。周囲から幸が薄そうといわれる。シーズン2にも出演。
黒木正浩
演 - 黒木正浩
制作会社・ヨーロッパ企画所属の映画監督。#4で登場。ヒーロードラマを取ることになるが、参考として挙げたのは仮面ライダーのみだった。
『第2話』にも出演。シーズン2にも出演。
中川晴樹
演 - 中川晴樹
制作会社・ヨーロッパ企画所属の映画監督。極道映画で那須映画祭の賞を受賞した経歴を買われ、リビングで見られる青春サクセス極道作品を演出する。アクション系の演出に定評がある。シーズン2にも出演。
上田誠
演 - 上田誠
制作会社・ヨーロッパ企画所属の舞台監督であり脚本家。世にも奇妙な物語でストーリーテラーのパートを書いた経験から、ミステリードラマを書き下ろす。ヒット作の傾向を受け、あえてこれらがやっていない叙述トリック作品に挑む。
酒井善史
演 - 酒井善史
制作会社・ヨーロッパ企画所属の監督。独特な世界観での特撮映画が話題で、小道具作りに定評があり、ガジェットからミニチュアセットまですべて手作り。参考映画はウルトラQ。シーズン2にも出演。
川上千尋
演 - 川上千尋
女優志望のアイドル。バイク監督バイクの好みの顔のため、作品に起用され、#8でスタジオ初登場。愛称はちっひー。
バイク監督バイク
演 - バイク川崎バイク
ヨーロッパ企画の予算が尽きたため登用された下請け会社の新人監督。本来の名義は「バイク川崎バイク」。通称：BKB。ちっひーの顔と太ももが好きだが、本人からは気持ちが悪がられている。
渋谷凪咲
演 - 渋谷凪咲
「NMB48」のメンバー。#9で初登場。オサダの応対がおかしいことから、関係性を疑われる。
シーズン2では第1話研究所に協力しレギュラー。寝床のないオサダを自宅に誘う。その後、マツオと交際開始したように見えたが、これはオサダに喝を入れるためマツオと協力しての演技であった。
向清太朗
演 - 向清太朗（天津）
下請けプロダクション・天津所属の監督。知名度はいま一つだが漫画原作、小説を手掛けている。本人いわく「向グレー」が作風。実は莉央奈から父の不倫について相談を受けていた。
ショートカットの女
演 - 石塚朱莉
#11、12に登場。スタジオパートの相関図を整理している女性。焼肉よりもイタリアン。
オサダ志穂
演 - スパイク松浦
シーズン2#5で初登場。オサダの母。バスで13時間という遠方にある実家で暮らす。いつしか世界で流行しつつあるゾンビウイルスに憑かれ、ゾンビとなって第1話研を襲いだす。
川原克己
演 - 川原克己
シーズン2#6で初登場。外部制作会社・天竺鼠の監督。鰻国際映像祭で本編よりエンドロールが長い作品を監督し優勝。第1話研では台本なしの作品を演出する。
山名文和
演 - 山名文和
シーズン2#8で初登場。外部制作会社・アキナ所属。人の試行錯誤が好きということで、女将奮闘作品を撮影。

## 作品タイトル（シーズン1）
ドラマパートはNMB48、ヨーロッパ企画メンバーから数人が選出され出演している。
#1　4月22日放送　恋愛ドラマ「あなたの名は。」
脚本・監督：石田剛太
あやめ（石塚朱莉）、さとみ（古賀成美）、めい（佐藤亜海）、拓真（森脇康貴）、西園寺（武田暢輝）、花巻（鈴木崇久）、ゆき（酒井そら）、圭太（吉田亮太）、菜々子（橘カレン）、シンイチ（木下創一朗）、オレ（城野佑弥）、和子（小田ひとみ）、吉池教授（角田貴志）
#2　4月29日放送　スポ根ドラマ「バブルにイン!」
脚本・監督：諏訪雅
陽葵（ひまり：大田莉央奈）、恵美（谷川愛梨）
#3　5月6日放送　グルメドラマ「なにわのグルメ記者 味旨美味子（あじうま・びみこ）」
脚本・監督：角田貴志
味旨美味子（村瀬紗英）、大将（木村卓寛）、新人記者・新志あらた（諸岡航平）
#4　5月13日放送　ヒーロードラマ「ヒーロー少女 可憐Flower」
脚本・監督：黒木正浩
Flower（梅山恋和）、消防団団長（山本彩加）
#5　5月20日放送　極道ドラマ「極道なりたガール!」
脚本・監督：中川晴樹
きーちゃん・北羽諒（南羽諒）、なかちゃん（大田莉央奈）、難波組組長（アイパー滝沢）
#6　5月27日放送　ミステリードラマ「ジョジュと陸のあとだしミステリファイル」
脚本・監督：上田誠
阿笠ジョジュ（白間美瑠）、阿笠陸（梅山恋和）
#7　6月2日放送　特撮ドラマ「ギガコ」
脚本・監督：酒井善史
チカコ（泉綾乃）、サイフォース司令官（大自然・ロジャー）、サイフォース隊員（村瀬紗英、酒井善史）
#8　6月9日放送　ゾンビドラマ「LOVERS OF THE DEAD」
脚本・監督：バイク川崎バイク
ちあき（川上千尋）、かな（山尾梨奈）、けんじ（酒井善史）、警官（さらば青春の光・森田哲矢）
#9　6月16日放送　原作ものドラマ「IKKYU-CHAN」
脚本・監督：諏訪雅／角田貴志
一休ちゃん（梅山恋和）、堅子（山本望叶）、和尚（内間政成）
#10　6月23日放送　ギャンブルデスゲームドラマ「トゥルーギャンブラー怜」
脚本・監督：向清太朗（天津）
少年・剣野怜（上西怜）、露月マモル（永野宗典）、城崎修司（酒井善史）　変な鼻の男（伊藤こう大）、荻ノ原きらら（大田莉央奈）主催“世界のカミジョウ”神丞厳（角田貴志）にぎりめしの大将・一尾玉史太郎（木村卓寛）
#11　6月30日放送　恋愛ドラマ「101回の告白」
脚本・監督：石田剛太
玉越典子（吉田朱里）、海（渋谷凪咲）
#12　7月7日放送　刑事ドラマ「刑事たち」
脚本・監督・編集：黒木正浩
博打警視正（長田庄平）、ウェザー刑事（松尾駿）、サイボーグ刑事（白間美瑠）、スケバン刑事（村瀬紗英）、ヒーロー刑事（渋谷凪咲）、スポコン刑事（諏訪雅）、恋愛刑事（石田剛太）、ヤクザ刑事（中川晴樹）、グルメ刑事（角田貴志）、特撮刑事（酒井善史）、犯人（本多力）、人質（岡村ホマジロウ）

## 作品タイトル（シーズン2）
#1　7月12日放送　恋愛ドラマ「恋がしたいッ」
脚本・監督：石田剛太
与見取ココロ（横野すみれ）、仲間良子（新澤菜央）、潤也（ラニーノーズ・洲崎貴郁）、晶（ラニーノーズ・山田健人）、友人（九鬼そねみ）、劇団の演出家・短田庄平（石田剛太）、黒服の男（菅一馬）
#2　7月19日放送　妖怪ドラマ「妖怪女子 アカネの憂鬱」
脚本・監督：諏訪雅
アカネ（安部若菜）、カナメ（中野美来）、通行人（小川結夏）、ワタル（コウテイ・九条ジョー）
#3　7月26日放送　超能力ドラマ 「超感覚的知覚 YURILALA」
脚本・監督：黒木正浩
とおる百合ララ（梅山恋和）、ミラファク（河野奈々帆）、タチ（前田令子）、MJ（石田剛太）、ジョイナー（向井咲絵）、小池栄子（小清水瑛）、ムロツヨシ（FOペレイラ）、破壊神イシハラ（声：諏訪雅）
#4　8月2日放送　カンフードラマ 「オオサカ・モンキー 難波拳」
脚本・監督：中川晴樹
ヤン（山本彩加）、青いチャイナ服のお嬢様（加藤夕夏）、祖父（ヒガシ逢ウサカ・今井将人）、鉄心（ヒガシ逢ウサカ・高見雄登）
#5　8月9日放送　大家族ドラマ「小嶋家の人々」
脚本・監督：角田貴志
長女・幸子（小嶋花梨）、次女・福子（南羽諒）、父・金助（池浦さだ夢・男肉 du Soleil）、長男一夫（合田団地・努力クラブ）、三男・三三男（木下出）、四男・四之助（ツートライブたかのり）五男・五郎丸（ツートライブ周平魂）、謎の家族（酒井善史）、謎の家族（黒木正浩、角田貴志、柴山なお、藤井綾子、向井咲絵ほか）
#6　8月16日放送　常連集うお店ドラマ「さよなら秩序」
監督：川原克己
マスター（セルライトスパ・大須賀健剛）、山田堪忍（川上千尋）、田中狭子（堀詩音）、二輪荷多（水田詩織）、男性客（セルライトスパ・肥後裕之）
#7　8月30日放送　異世界転生ファンタジードラマ「陰キャJKの指遊びが、異世界で最強魔法!」
脚本・監督：酒井善史
真理子（泉綾乃）、ニャム（中川美音）、リゼ（石塚朱莉）、ギルドの受付（角田貴志）
#8　9月6日放送　旅館若女将奮闘モノ「ミス女将」
脚本・監督：山名文和
まさこ（渋谷凪咲）、鮒井の彼女（原かれん）、鮒井光男（プードル・メラちゃん）、従業員・田島（中川晴樹）、越智（多和田上人）、料理長・名村（アキナ・山名文和）、まさこの父（黒木正浩）
#9　9月13日　リメイクドラマ「智恵光院雀鬼」
脚本・監督：諏訪雅、黒木正浩
BJキテレツ斎（石田剛太）、アーバン・フェミニン・難波猫美也（村瀬紗英）、智恵光院雀鬼（諏訪雅）、ドラゴン（貞野遥香）、白球茂雄（安田桃寧）
#10　9月20日　刑事ドラマ「旧畑任一郎」
脚本・監督：松尾駿
旧畑任一郎（松尾駿）、橘犯人子（吉田朱里）、鈴木殺美（山本望叶）
#11　9月27日　SFホラードラマ「スペースエイリアン」
脚本・監督：長田庄平
デリート（村瀬紗英）、シフト（上西怜）、タブ船長（諏訪雅）、キャップスロック（永野宗典）、コマンド（中川晴樹）
#12　10月4日　マイナー部活青春ドラマ「連鎖がるっ!」（つながる）
脚本・監督：上田誠、ルーブ・ゴールドバーグ・マシン製作：沢栁優大、藤谷理子
因幡果（白間美瑠）、連野鎖希（塩月希依音）、狩倉怜斗（沢栁優大）、富野多鳳（藤谷理子）、先生（角田貴志）、不良（吉田みるく）、バスケ部（酒井善史）、バスケ部（諸岡航平）、サイキック部（すみだ）

## 作品タイトル（第1話アワード）
「明彩な多世界」
脚本・監督：黒木正浩
主な出演者：梅山恋和、塩月希依音、芳野心咲
「あの村へ」
脚本・監督：諏訪雅
主な出演者：上西怜、安部若菜、和田海佑
「私があの娘であの娘が私で」
脚本・監督：石田剛太、酒井善史
主な出演者：横野すみれ、山本望叶、黒田楓和

## 音楽
- シーズン1主題歌：NMB48『ピンク色の世界』（Laugh Out Loud! Records）
- シーズン2主題歌：村瀬紗英『イミフ』（Laugh Out Loud! Records）

## スタッフ

### シーズン1
- 構成：諏訪雅、上田誠（ヨーロッパ企画）
- 企画協力：平沢克祥
- 技術協力：よしもとブロードエンタテインメント、AAI、戯音工房、ナカムラ綜美
- 便乗：新YNN NMB48 CHANNEL
- ディレクター：井上侑也、高橋純平
- 制作：吉田和睦
- 脚本・監督：諏訪雅
- 企画プロデューサー：加藤司（吉本興業）
- プロデューサー：和気正紀、富松俊雄（以上NTTぷらら）、中山裕（ABCテレビ）、奥井剛平（Showtitle）、袰川斉（やんかわ商店）
- 制作協力：やんかわ商店、ヨーロッパ企画、OPOSS
- 制作：ABCテレビ
- 製作著作：NTTぷらら、吉本興業

### シーズン2
- 構成：諏訪雅、上田誠（ヨーロッパ企画）
- 技術協力：よしもとブロードエンタテインメント、AAI、戯音工房
- 便乗：新YNN NMB48 CHANNEL
- 構成：佐藤順一（ABCテレビ）、髙野賀大（ABCテレビ）
- ディレクター：井上侑也、馬場令華
- 制作：吉田和睦
- 脚本・監督：諏訪雅
- 企画プロデューサー：加藤司（吉本興業）
- プロデューサー：和気正紀、三露理美（以上NTTぷらら）、中山裕（ABCテレビ）、奥井剛平（Showtitle）、袰川斉（やんかわ商店）
- 制作協力：やんかわ商店、ヨーロッパ企画、OPOSS
- 製作著作：NTTぷらら、吉本興業、ABCテレビ